# Svensk litteraturtidskrift
Svensk litteraturtidskrift var en litteraturtidskrift, som gavs ut av Samfundet De Nio under åren 1938–1983. Tidskriften utkom med ett nummer per kvartal och innehöll bland annat essäer och recensioner rörande gammal och ny svensk litteratur. Ett innehållsregister för åren 1938–1957 gavs ut separat.
Redaktörer och ansvariga utgivare var Olle Holmberg (1938–1957), Elsa Björkman-Goldschmidt (1958–1960), Algot Werin (1961–1967), Karl-Åke Kärnell (1968–1970) och Knut Ahnlund (1971–1983).